# María Lucila
María Lucila es un pequeño paraje rural del Partido de Hipólito Yrigoyen, Provincia de Buenos Aires, Argentina.

## Ubicación
Se encuentra a 20 km al noreste de la ciudad de Henderson, cabecera del partido, a través de un camino rural.

## Historia
El poblado fue fundado el 15 de mayo de 1911 cuando estas tierras pertenecían al partido de Pehuajó, en el momento en que se tendieron las vías del Ferrocarril Midland y se levantó la Estación María Lucila.

## Población
Durante los censos nacionales del INDEC de 2001 y 2010 fue considerada como población rural dispersa.